# Izba Pamięci Ziemi Mszczonowskiej w Mszczonowie
Izba Pamięci Ziemi Mszczonowskiej w Mszczonowie – muzeum z siedzibą w Mszczonowie. Placówka jest miejską jednostką organizacyjną i działa w ramach Gminnego Centrum Informacji.
Placówka powstała w 2010 roku jako wspólne przedsięwzięcia władz miasta oraz Mszczonowskiego 
Stowarzyszenia Historycznego. Muzealna ekspozycja prezentowana jest w czterech salach tematycznych:
- sala wrześniowa, zawierająca pamiątki związane z II wojną światową i okupacją hitlerowską,
- sala ogólno-miejska, poświęcona mszczonowskiemu rzemiosłu,
- sala sław, ukazująca najwybitniejszych mieszkańców miasta,
- sala etnograficzna, w której w oparciu o lokalne wyroby rzemieślnicze zrekonstruowano wygląd izby mieszkalnej sprzed II wojny światowej.

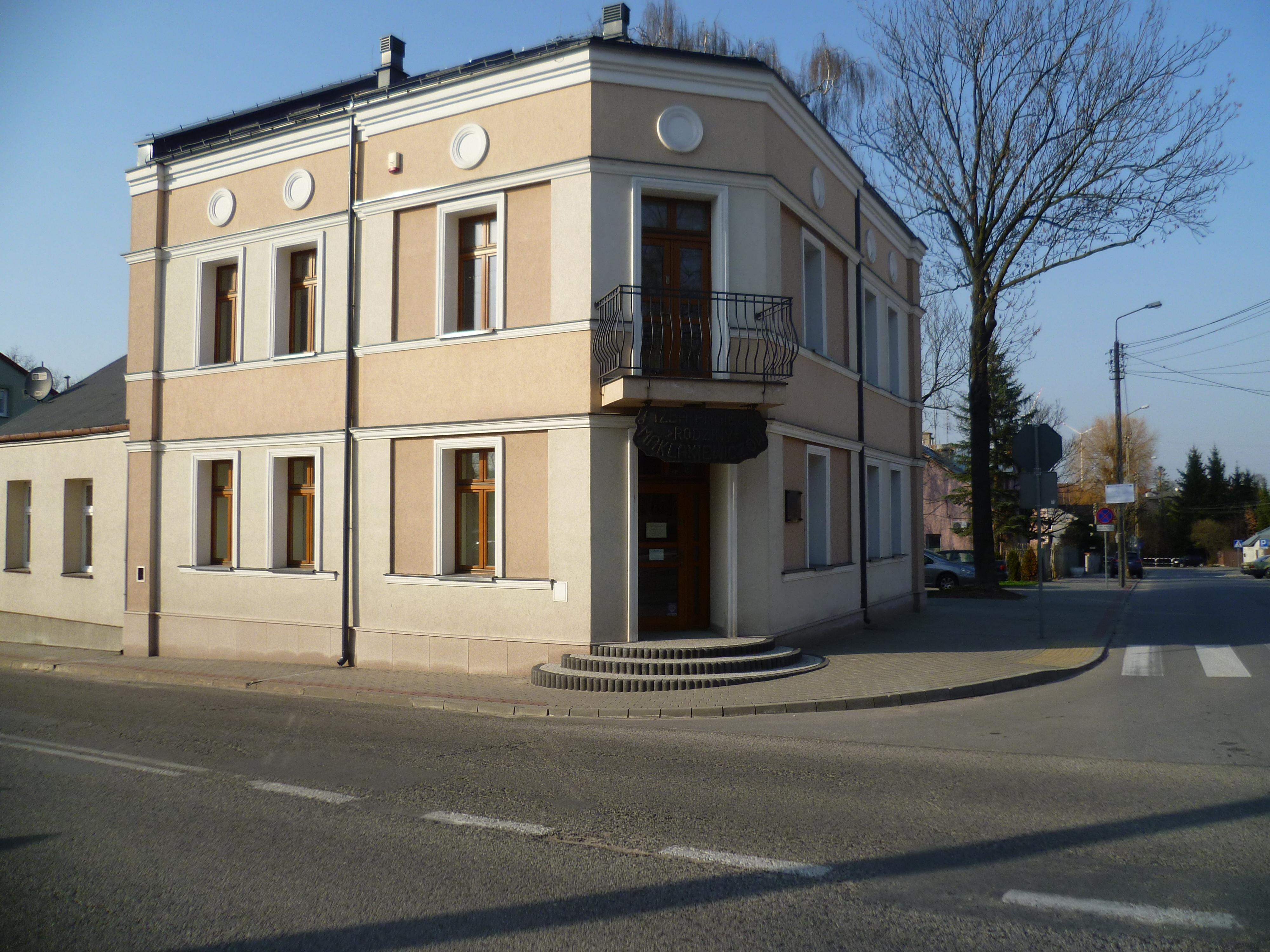
Izba Pamięci Rodziny Maklakiewiczów

W ramach placówki działa również Izba Pamięci Rodziny Maklakiewiczów, otwarta w 2013 roku i mieszcząca się w domu rodzinnym Jana Adama Maklakiewicza u zbiegu ulic: Kościuszki i Żyrardowskiej. W Izbie, w dwóch salach, zgromadzono pamiątki po członkach rodziny: Janie i Rozalii Maklakiewiczach, ich synach - Janie Adamie i Franciszku, Antonim Szalińskim, Jadwidze Konc Stępkowskiej oraz Zdzisławie Maklakiewiczu. 
Muzeum jest obiektem całorocznym, czynnym we wtorki, czwartki, piątki oraz drugą sobotę miesiąca. Wstęp jest wolny.